# Киборг-полицейский 2
«Киборг-полицейский 2» (англ. Cyborg Cop 2) — кинофильм. Фильм является продолжением фильма «Киборг-полицейский», снятого в 1993 году. Это второй фильм Сэма Ферстенберга о борьбе полицейского и киборгов. Премьера фильма состоялась 14 марта 1994 года в США.

## Сюжет
Джек Райан работает в отделе по борьбе с наркотиками. Во время захвата одного опасного торговца наркотиками и по совместительству террориста погибает партнёр Джека по работе. Теперь Джеку придётся работать одному, а террористу уготовлен длительный тюремный срок.
Но Джек ещё не знает, что у ребят из ФБР свои планы относительно террориста. Преступника передают в Пентагон, где из него в секретной лаборатории будет создан особый киборг для антитеррористической группы — киборг Спартакус.
Этот новый киборг становится безумным и убивает своих учёных-создателей. Он хочет завоевать мир для Империи Киборгов, а для этого ему надо уничтожить всех людей. И только Джек Райан и ещё несколько человек из его команды знают как остановить этого безумного завоевателя.